# Zhang Shan
Zhang Shan (chinesisch 張山, Pinyin Zhāng Shān; * 23. März 1968 in Sichuan) ist eine chinesische Sportschützin und Olympiasiegerin. Sie schlug alle Männer im Wettbewerb.

## Leben und Wirken
Bei den Olympischen Sommerspielen 1992 in Barcelona gewann die Chinesin überraschend den Skeet-Bewerb. Die Besonderheit ihres Sieges war, dass die Wettbewerbe im Wurfscheibenschießen seit 1972 als offene Konkurrenz für Männer und Frauen gemeinsam ausgetragen wurden. Zhang Shan lag im Skeet als Frau vor allen Männern und errang den bislang einzigen Olympiasieg einer Frau in einem offenen Wettbewerb beim Schießen. Vier Jahre später, bei den Olympischen Spielen in Atlanta, gab es keinen Skeet-Bewerb für Frauen und Zhang Shan konnte ihren Sieg nicht verteidigen. Erst 2000 in Sydney wurde das Wurfscheibenschießen für Frauen zum eigenständigen olympischen Bewerb erhoben. Die Chinesin belegte Rang acht. Zhang ist im chinesischen Sportschützenteam als Managerin tätig.
Im Jahr 1992 hatte die International Shooting Union beschlossen, dass die diesjährigen Olympischen Spiele die letzten sein würden, bei denen Frauen gegen Männer im Schießen antreten würden. Shans Sieg der Goldmedaille gegen sämtliche männlichen Konkurrenten weckte die Hoffnung auf eine Meinungsänderung der Organisatoren des Sports. Doch im Jahr 2000, als Frauen erstmals wieder an den olympischen Wettkämpfen teilnehmen durften, wurde der Wettbewerb nach Geschlechtern getrennt, sodass diese Hoffnung nicht erfüllt wurde.